# 大戈德姆斯
大戈德姆斯是德国梅克伦堡-前波莫瑞州的一个市镇。总面积15.21平方公里，总人口399人，其中男性198人，女性201人（2011年12月31日），人口密度26人/平方公里。